# Kamp-Lintfort
Kamp-Lintfort is een stad en gemeente in de Kreis Wesel in Noordrijn-Westfalen, Duitsland. De gemeente telt 37.635 inwoners (31 december 2020) op een oppervlakte van 63,15 km².

## Geschiedenis

### Prehistorie
De oudste sporen van een nederzetting, op de plek waar nu Kamp-Lintfort ligt, stammen uit het neolithicum (3000-1800 v.Chr.). Tijdens de Romeinse heerschappij besloeg de regio een grensgebied tussen het Romeinse Rijk en Germanië.

### Middeleeuwen
De vroegste vermelding van de plaats wordt gevonden in een oorkonde over de schenking van de Abdij van Echternach aan een gerechtsambt met de naam ter Eke in Boicholt, uit 856. Deze ter Eke in Boicholt zou zich op de plek van de tegenwoordige stad hebben bevonden. Verder werd op 31 januari 1123 de Cisterciënser-abdij Kamp gesticht, die door het Aartsbisdom Keulen werd bijgestaan.

### Franse Tijd
Door de verovering van het Rijnland door Franse troepen in 1794 en de daarmee gepaard gaande indeling van het gebied in het kanton van Rheinberg (1794-1816) kreeg het volk het in economisch opzicht zwaar te verduren. Voor de Abdij van Kamp betekende de secularisatie van 1802 het einde van haar bestaan. Na de uiteindelijke nederlaag van Napoleon Bonaparte in de Slag bij Waterloo in 1815 volgde een nieuwe politieke beweging in Duitsland, waarbij de gebieden ter linkerzijde van de Rijn aan Pruisen ten deel vielen. Door de administratieve hervormingen vielen Kamp, Hoerstgen en de vier kwartieren Saalhoff, Rossenray, Lintfort en Kamperbruch vanaf dat moment onder jurisdictie van het district Moers.

### 20e eeuw
Aan het begin van de 20e eeuw werden nog eens grondige veranderingen doorgevoerd. In de voorheen agrarische regio werden de kolenmijnen van de Zeche Friedrich Heinrich gebouwd, die in 1914 eigendom werden van het Lotharingse de Wendelconcern. Dit bracht tevens een behoorlijke bevolkingsgroei met zich mee, aangezien de mijnwerkers ook in de directe nabijheid van de mijnen werden gehuisvest.
Na de samenvoeging van de dorpen Kamp en Lintfort in 1934, volgde in 1950 de stadsverheffing door de Innenminister van Noordrijn-Westfalen. In het stadswapen zijn de belangrijkste elementen van beide dorpen verenigd: de abdij met kerkaanzicht en het abdijwapen met ploegschaar, klokkenspel en het embleem van de kolenmijn.
Sinds 2009 is een nevenvestiging van de Hogeschool Rhein-Waal in Kamp-Lintfort gevestigd, sinds 2014 in nieuwbouw aan de Friedrich-Heinrich-Allee.

## Bezienswaardigheden
- Abdij van Kamp, inclusief de kloostertuinen
- Huize Dieprahm
- Huize Frohnenbruch
- Kerk van Hoerstgen
- de oude binnenstad

## Afbeeldingen

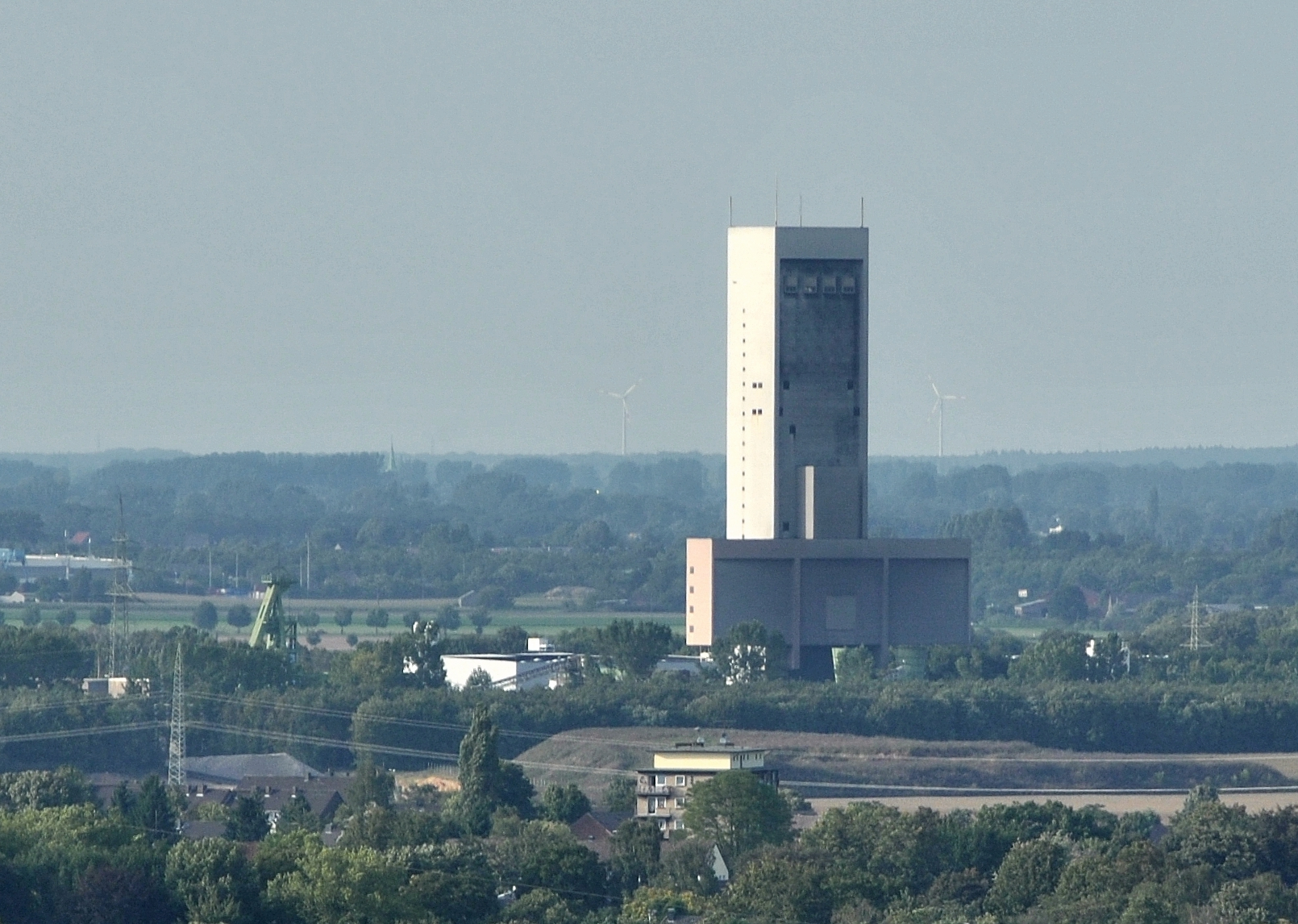
Mijnschachten van voormalige mijn Rossenray
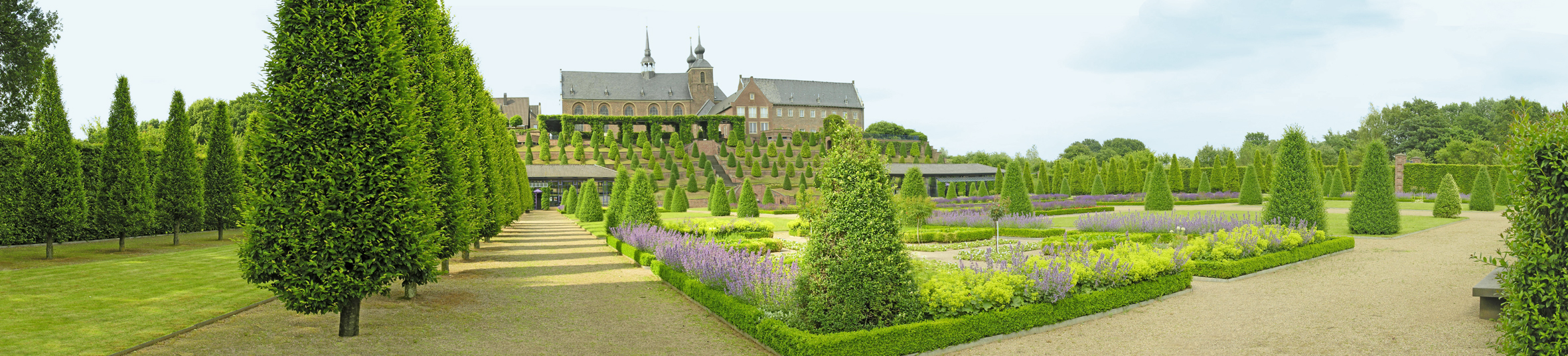
Abdij van Kamp

Alpen · Dinslaken · Hamminkeln · Hünxe · Kamp-Lintfort · Moers · Neukirchen-Vluyn · Rheinberg · Schermbeck · Sonsbeck · Voerde · Wezel · Xanten